# Вернигородок
Верни́городок (укр. Вернигородок) — село на Украине, находится в Казатинском районе Винницкой области.
Код КОАТУУ — 0521480803. Население по переписи 2001 года составляет 769 человек. Почтовый индекс — 22125. Телефонный код — 4342.
Занимает площадь 2,58 км².

## Религия
В селе действует храм Рождества Пресвятой Богородицы Казатинского благочиния Винницкой епархии Украинской православной церкви.

## Известные уроженцы
- Цьох, Иосиф Терентьевич (1916—1991) — украинский советский историк, журналист, педагог, профессор, доктор исторических наук, заслуженный работник высшей школы Украинской ССР.

## Адрес местного совета
22125, Винницкая область, Казатинский р-н, с.Вернигородок, ул.Ленина, 51а